# 新宝島
『新宝島』（しんたからじま、新寳島）は、1947年に手塚治虫が発表した漫画。原作・構成は酒井七馬、作画は手塚治虫。書き下ろし単行本。
手塚治虫にとってデビュー長編であると同時に出世作であり、戦後日本マンガの出発点とされる。マンガ史における本作のマンガ表現の果たした役割についても研究者の間で議論となっている。

## あらすじ
時は現代、亡くなった父親の書類箱から宝の地図を見つけたピート少年は、知り合いの船長とその島へ行こうとするが……。
ロバート・ルイス・スティーヴンソンの『宝島』をベースにターザン、ロビンソン・クルーソーを混ぜ合わせたような物語と表現されており、『宝島』を漫画化したものではない点に留意が必要である。

## 登場人物
ピート
本作品の主人公。
亡くなった父親の持っていた宝の地図を発見し、船長と宝探しに出かける。
後に他作品でケン一少年として登場。
船長
ピート少年の父親の友人。船を操り、ピート少年と共に冒険の海へ。
後に他作品にブタモ・マケルとして登場。
同年『火星博士』でもケン一少年とコンビを組むが、酒井七馬のクレームにより同作品をもってコンビ解消となる。
犬（パン）
ピート少年に船の中（リメイク版では道路）で拾われた犬。
リメイク版では実は妖精という設定で、「パン」という名前も付けられている。
ボアール
片手片足の海賊。昔、ワニザメと格闘した際に片手片足を失った。
ブク・ブックの役名で知られるキャラクターで、後に『バンパイヤ』で片足の警官隊長として登場。
『ブラック・ジャック』の「青い恐怖」ではピート少年と親子役で共演している。
バロン
20年前に船が難破し、島に流れ着いた際にチンパンジーに育てられる。
今では密林の王者に。動物を巧みに操る。

## 単行本

### 冒険漫画物語 新宝島
育英出版発行の赤本漫画。一部キャラクターの顔は酒井七馬が描いたが、大部分が手塚治虫の作画。ただし当時の赤本マンガの通例により、手塚の原画を写真製版したものでなく、版下職人（版画製作者・佐々木正俊）が手塚の原画を手描きでトレースして製版した描き版である。描き版は１種類ではなく、1947年の１月刊本、４月刊本、７月刊本が、それぞれ異なる３種類の描き版であることが確認されている。また、のちにつづく諸版が１月の初版にもとづくものだという。
発行部数については、4万部という推測から40万部という証言、80万部とも言われており、正確な数は不明である。なお手塚治虫の原稿の権利は対価3,000円で出版社が買い取る契約であった。
- 初版：1947年1月30日発行。「宝」の文字が、表紙奥付とも「寳」になっている。ローマ字表記は「SHIN TAKARAJIMA」。初版のみハードカバーで紙質も上質なものが使われている[12]。
- 改訂版：1947年4月20日発行。「宝」の文字が、表紙は「寳」、奥付は「寶」。異本多数。
- 再版：この版のみ、ローマ字表記が「SHIN TAKARAZIMA」になっている。現在一番流通している。『ピート君漂流記』など異本多数[13]。
- 赤本：表紙の表記が「新宝島」に。表紙レイアウトが大きく変更され、全体的に表紙に赤色が多用されている。副題が「長編冒険漫画物語」というように「長編」の文字が付け足されており、作者名が手塚治虫のみの掲載。紙質も悪い。ローマ字表記は「SHIN TAKARAJIMA」。

研究論文：菅左知夫（著）「『新寶島』の発行部数と版の異同について」、日本マンガ学会、マンガ研究、Vol.26 (2020年3月)，頁127-137。
では、現時点で確認されている印刷の異なる7通りの本についてその原因などについての考察を行っている。

### ジュンマンガ
1968年頃発行。文進堂発行の漫画研究叢書。西上ハルオの手でトレス版が発行されている。初期発行のものには「(1)」と表記されているものの2号以降は出版されず。
（ジュンマンガは実際には2冊まで出て終わった。これは編集者であった酒井七馬が1969年1月23日に没したためであろう。新寶島のトレス版は（1）に掲載されている。
もう一冊は今では手元に現物がないので（2）と番号がつけられていたかの確認ができないが、たしか（1）とは表紙の色が異なり扱っている内容も異なっていた。
（1）の奥付の映像には発行の年月日の記載が無いが、1968年12月には販売されていたようである。なお（1）は国会図書館の管理上は1969年となっている。
）

### 手塚治虫漫画全集
1986年10月3日、講談社発行の手塚治虫漫画全集のために描き下ろされたリメイク版。元本をもとに、手塚治虫自身で全て描き直されている（後述）。

### オリジナル復刻版
2009年2月27日に、1947年発行の初版本が小学館クリエイティブから復刻発売された。2000円の通常版と、7980円の豪華限定版の二種類。本文192ページ。正式な復刻はこれが初となる。

### 手塚治虫文庫全集
講談社発行。手塚治虫漫画全集に準ずるリメイク版の『新宝島』と育英出版の赤本に準ずる『新寶島　オリジナル版』が、それぞれ別個の書籍として刊行されている。

## 漫画全集版の描き換え
本作品は、講談社の手塚治虫漫画全集出版時の描き直しの際、多くの描き換えがされている。
- 三段組から四段組に変更。一部のコマは、その都合で前後されている。
- 犬との出会いが船の中→波止場へ行く途中の道路
- 「冒險の海へ」「海賊船」などのサブタイトルの削除。それに伴い目次も削除。
- 手塚自身で描いたものではない書き文字の削除。
- 単行本出版時に描き換えられたターザンの顔の修正
- ラストシーンの追加（これは元本執筆時に構想していたがカットされたもの）

その他、多くの描き換えが施されている。描き換えの理由については手塚治虫漫画全集版巻末の「『新宝島』改訂版刊行のいきさつ」において、当時の原稿を紛失しており、原本からの復刻も赤本マンガは職人の描き版であり手塚本人の絵ではないこと、酒井七馬の手が入っていて手塚治虫作品とは言えないことなどを挙げている。

## 制作経緯
大阪で戦後創刊をトップを切った漫画誌『まんがマン』（漫画書院）を見た手塚治虫が、吹田市の漫画書院を訪れ、編集者の大坂ときをから、酒井七馬を紹介される。後に酒井から育英出版からの単行本共同制作の話を持ちかけられる。
これが新宝島の出版へと結びついた。。

## 影響
本作は、当時の中央の出版社の少年雑誌に掲載されるマンガが4ページ程度だった時代において、200ページを越えるボリュームで描き降ろし出版された。それまでのマンガの「単純」「短い」といった常識を打ち破り、奇想天外な冒険ドラマが描かれた本作が40万部とも言われるベストセラーを記録したことによって、赤本マンガブームが到来した。
本作を読んで影響を受けたり、漫画家を志した読者も多い。藤子不二雄、石ノ森章太郎、ちばてつや、望月三起也、古谷三敏、楳図かずお、川崎のぼる、中沢啓治、つげ義春など。劇画を始めた辰巳ヨシヒロ、さいとう・たかを、桜井昌一、佐藤まさあきも衝撃を語っている。
漫画家以外にも、小松左京、宮崎駿、横尾忠則、和田誠、赤瀬川原平、青木保、石上三登志、眉村卓らが少年時代に出会った驚きを思い出として振り返っている。
一方、既に漫画家として活躍していた横井福次郎は『新宝島』を酷評したという。
その映画的表現から、「絵が動いている」と当時の漫画少年たちに衝撃を与え、マンガの映画的な表現を、手塚が生み出したとして、この作品は長らく手塚神話と一体化されていた。
とりわけ手塚治虫の影響が大きかったトキワ荘グループのマンガ家によって喧伝され、中でも藤子不二雄の『まんが道』のエピソードや自伝で影響を語っており、1970年代以降の手塚治虫と『新宝島』神話の浸透に大きな役割を果たしていた。
神話の形成については、『新宝島』がベストセラーであったにもかかわらず、最初の赤本マンガの育英版以降再版されず、1950年代以降は幻の作品になり現物を目にできないことも理由としてあった。
だが、1980年代末以降の研究では、宍戸左行『スピード太郎』や大城のぼる『汽車旅行』など、映画的な表現をしたストーリー漫画が戦前に存在したことが指摘されるようになった。マンガ研究家の宮本大人は戦後の子供が手塚治虫のマンガに衝撃を受けたのは、第二次世界大戦中の漫画に対する規制による表現の断絶が原因ではないかとみている。
なお、生前の手塚治虫は長く本作の復刻を拒み、手塚治虫漫画全集に納める際に自らが描き直したが、本作の作品的価値についても否定的であった。
竹内オサムは『新宝島』における革新性は映画的手法である同一化技法にあるとし、伊藤剛との間で論争が交わされた。
『新宝島』の革新性は、それまで主に登場人物の台詞による説明に頼っていた時間や状況の進行を、台詞によらずスピーディなアクションやコマ割り・構図による表現で行ったことであるとしている。

## 手塚と酒井の役割分担について
手塚本人は、酒井が鬼籍に入った後に発売された手塚治虫漫画全集のリメイク版のあとがきで「酒井さんが、原案と構成をしたことになっているが、原案はともかく、構成の草案は自分がした」と記している。
同時に当時の日記も載せている。しかし宝島制作時の日記は数か月分は載せていない。

中野晴行は共作者の酒井が元アニメーターであったことから、映画的表現はむしろ酒井の功績であるとの考えを示した。他にも日記が抜けている事、手塚の母親の手紙に酒井の指導があったと記述された件や酒井や手塚の周囲の人達からの証言、絵の構成の違い、楳図かずおやさいとう・たかをの発言を挙げている。

一方、野口文雄は中野の説に反論し、日記について森晴路に問い合わせた所、現物を見ればわかるが初めから書いてなかったと発言している。（似た発言を手塚治虫文庫全集のあとがきにて森は語っている)
手塚の母からの手紙は『マイナーなまま、これといった作品も残せずに忘れ去られて迎えた死の報を聞いて、功成り名遂げた我が子を遜って、「指導を仰いだ」というような書き方をするのはごく普通のことであって、それを鵜呑みにするのは正当な解釈とも思えない。』（原文ママ）と述べており、原稿を何度かやりとりしたのは、指導ではなく手塚の才能を引き出す為はげましていただけに違いないと述べている。酒井が手塚の原稿を修正したのは、痕跡を残そうと手を加えただけで、手塚は誰の教えも請わず一人で作ったと結論づけている。
楳図が手塚について、パッと飛ぶタイプの作家であり新宝島は酒井の色が強い作品と述べているに関しては、手塚は宝島の二番煎じをするような凡庸な作家ではなく、酒井は後年まで新宝島の呪縛から逃れられないが、手塚は脱皮できた作家と反論している。
さらに新宝島以前の酒井の漫画は、１コマや４コマの風刺漫画や絵本のようなものしかなく、長編漫画を描いた経験がない戦前からの漫画家である酒井が突然描けるわけないと述べている。(手塚も長編漫画をかいた経験はないが野口によると習作が残っているから描けるとの事)
さらに新宝島に似たキャラが登場する怪ロボットや海底魔について、米澤嘉博が酒井の画風は手塚風と述べた件をあげて、影響を受けているのは酒井の方であるとしている(ただし引用元の書籍で米澤は影響受けているという記述はない。西部風、絵物語風、手塚風など色々なタッチ作風が描けて、絵本や紙芝居など絵にかかわる仕事なら何でもやる職人芸的な技術を見せる古いタイプの絵描き、と米澤は述べているだけである)。
また、竹内オサムは『新宝島』の出版当時に注目して、酒井七馬の単独執筆の作品「冒険魔海島」（1948）と手塚の「キングコング」（1947）を比較し、両者の画面構成が混在している点を指摘している。

## 古書価格
『新宝島』は古書としての価値が早くから認められたマンガでもある。1970年代初頭にデパートの古書店で40万円の価格だったことで話題になり、1977年にも、静岡県の古書店で2万5千円の価格がつけられた。
育英出版の初版は、現存が確認されたものが2002年時点で3冊しかなく、古書市場価格では300万円の記録がある。さらに保存状態が良い物については、古書店のまんだらけが所蔵して大切に保存されており、500万円の評価が下されている。2000年代において藤子不二雄の「UTOPIA 最後の世界大戦」（鶴書房版）と共に日本で最も（相場が）高い単行本とされている。
2022年5月7日のまんだらけの大オークションにて、15年ぶりに発見された５冊目の初版本が720万円で落札された。
育英出版の再版は、テレビ番組『開運!なんでも鑑定団』では、1951年の重版が30万円と評価された。本の厚さは初版本の半分以下。

## その他
- 手塚が虫プロダクション社長時代にスペシャルアニメとして制作・放映した『新宝島』は本作とはまったく関係がなく、スティーブンソンの『宝島』を翻案したものである。詳細は「新宝島 (テレビアニメ)」を参照。
- ロックバンド・サカナクションが2015年に発表した同名楽曲は、本作の題を借用したものである。同曲は、漫画家を目指す2人を描いた漫画を原作とした実写映画『バクマン。』の主題歌に書き下ろされた楽曲である。詳細は「新宝島 (曲)#発表と制作背景」を参照。

## 参考資料
- 『ジュンマンガ』第1号、文進堂、1968年
- 手塚治虫『新宝島』手塚治虫漫画全集、講談社、1984年
- 藤子不二雄『二人で少年漫画ばかり描いてきた』文春文庫、1980年
- 呉智英「ある戦後精神の偉業 手塚治虫の意味」『文学界』1989年4月号、文藝春秋社（竹内オサム、村上知彦編『マンガ批評大系・別巻 手塚治虫の宇宙』平凡社、1989年に所収）
- 竹内オサム『手塚治虫論』平凡社　1992年
- 中野晴行『手塚治虫と路地裏のマンガたち』筑摩書房、1993年
- 米沢嘉博「「新宝島」ショック!! 戦後ストーリーマンガの始まり」『別冊太陽 子どもの昭和史 少年マンガの世界I』平凡社、1996年（『手塚治虫マンガ論』河出書房新社、2007年に所収）
- さいとうはるお、黒沢哲哉『学習まんが人物館 藤子・F・不二雄-こどもの夢をえがき続けた「ドラえもん」の作者』小学館、1997年
- 宮本大人「マンガと乗り物 〜「新宝島」とそれ以前〜」『誕生!手塚治虫 マンガの神様を育てたバックグラウンド』霜月たかなか編、朝日ソノラマ、1998年
- 清水勲『大阪漫画史－漫画文化発信都市－』ニュートンプレス、1998年
- 池田啓晶『手塚治虫解体新書』集英社、2002年
- 江下雅之『マンガ古書マニア 漫画お宝コレクション1946〜2002』インターメディア出版、2002年
- 伊藤剛『テヅカ・イズ・デッド ひらかれたマンガ表現論へ』NTT出版、2005年
- 二階堂黎人『僕らが愛した手塚治虫』小学館、2006年
- 中野晴行『謎のマンガ家・酒井七馬伝 「新宝島」伝説の光と影』筑摩書房、2007年
- 野口文雄『手塚治虫の「新宝島」』小学館、2007年
- 竹内オサム『手塚治虫－アーチストになるな－』ミネルヴァ書房　2008年